# Attila Sallustro
Attila Sallustro (* 17. November 1908 in Asunción; † 23. Mai 1983 in Neapel) war ein italienischer Fußballspieler paraguayischer Abstammung.
Er spielte von 1925 bis 1937 zwölf Jahre lang bei der SSC Neapel und gilt als einer der bekanntesten Spieler des Klubs.

## Leben

### Frühe Jahre
Sallustro wurde im Jahr 1908 als Sohn reicher italienischer Eltern in Paraguay geboren, zog mit diesen jedoch bereits als Jugendlicher nach Italien, um dort, von seinem Vater gedrängt, eine Karriere als Fußballprofi zu starten.

### Vereinskarriere
Nach dem Umzug nach Italien traten Sallustro und sein Bruder Oreste der SSC Neapel bei, bei dem beide den Großteil ihrer Karriere verbringen sollten. Nach einigen guten Leistungen im Verein wurde Attila schnell „Il Veltro“ (der Windhund) und „Il Divino“ (der Göttliche) genannt – diesen Spitznamen wurde er in seinen aktiven Jahren im Verein auch klar gerecht: In 259 Spielen für den Verein erzielte er 102 Tore, ehe er 1937 für weitere zwei Jahre zu Salernitana Calcio wechselte.
Dort erzielte er in 14 Spielen ein Tor, ehe ihn der Zweite Weltkrieg zu einem Karrierestop zwang.

### Karriere in der Nationalmannschaft
Seine ersten beiden Berufungen in die italienische Nationalelf erfolgten 1929, in einem der Spiele erzielte er ein Tor. Neben Marcello Mihalich ist Sallustro einer der ersten SSC-Neapel-Spieler, die in die Nationalelf Italiens berufen wurden.
Trotz seiner guten Leistungen im Verein wurde Sallustro nach den beiden Spielen nur noch einmal ins Nationalteam berufen, da meist Giuseppe Meazza den Vorzug bekam.